# Certified Lover Boy
Certified Lover Boy ist das sechste Studioalbum des kanadischen Rappers Drake. Es wurde am 3. September 2021 unter OVO Sound und Republic Records veröffentlicht. Das Album war ursprünglich für Ende 2020 geplant, seine Veröffentlichung wurde aber auf 2021 verschoben.

## Entstehung und Artwork
Im April 2019 kündigte Drake bei einem Konzert an, dass er mit der Arbeit an einem neuen Album angefangen habe. Im Juni 2019 zeigte er einen Teaser des Albums bei Instagram, wo er einen Post mit „Album Mode“ beschrieb. Am 10. Dezember gab Drake einen Gastauftritt auf DaBaby’s Konzert in Toronto, bei dem er angab, dass er an einem Album arbeite. In einem Instagram Live im März bestätigte Drake dann, dass die finale Version von „Not Around“, ein geleakter Song, der später umbenannt wurde zu „TSU“, auf dem Album vertreten wäre. Im gleichen Monat stellte der Produzent Boi-1da, der häufig an Alben mitarbeitet, während eines Verzuz mit Hit-Boy eine Preview von zwei Songs mit Drake vor. Die beiden Ausschnitte wurden als „I Did“ betitelt und ein anderer mit Roddy Ricch als „In the Cut“. Drake kündigte sein sechstes Studioalbum offiziell nur Stunden vor der Veröffentlichung von Dark Lane Demo Tapes an und plante seine Veröffentlichung für Ende 2020.
Drake zeigte später in einem Instagram Live weitere Previews von zwei neuen Songs, der eine von dem unveröffentlichten Titel „Lie to Me“ und der andere eine Demoversion seiner Zusammenarbeit von 2020 mit DJ Khaled in „Greece“. Am 29. Juni 2020 verriet Drakes Aufnahmeingenieur Noel Cadastre, dass das Album zu „90 % fertig sei“. Am 14. August 2020 kündigte Drake den Titel seines Albums an. Im Oktober teilte Drake mit, dass das Album im Januar 2021 veröffentlicht würde, diese Veröffentlichung wurde aber noch einmal verschoben, da Drake eine Verletzung seines vorderen Kreuzbandes erlitt.
Das Albumcover zeigt 12 Emojis von schwangeren Frauen mit unterschiedlichen Haarfarben und Hauttönen. Es wurde von dem englischen Künstler Damien Hirst designt. Das Albumcover wurde sowohl von Fans als auch von Kritiken negativ aufgenommen, die das Bild als „hässlich“, „einfältig“ und „lächerlich“ beschrieben.

## Titelliste
| Nr.          | Titel                                               | Autoren | Produzent(en)                                               | Länge   |
| ------------ | --------------------------------------------------- | --- | ----------------------------------------------------------- | ------- |
| 1.           | Champagne Poetry                                    | - Aubrey Graham - Noah Shebib - Micah Davis - Maneesh Bidaye - John Lennon - Paul McCartney - Jack Lawrence - Gabriel Hardeman Jr. | - 40 - Masego - Maneesh                                     | 5:36    |
| 2.           | Papi’s Home                                         | - Graham - Raynford Humphrey - Jonathan Priester - Jarrel Young - Mark Borino - Oriyomi Ojelade - Montell Jordan - Anthony Crawford | - Supah Mario - Young - Borino                              | 2:58    |
| 3.           | Girls Want Girls (feat. Lil Baby)                   | - Graham - Dominique Jones - Ozan Yildirim - Mathias Liyew | - OZ - Ambezza                                              | 3:41    |
| 4.           | In the Bible (feat. Lil Durk and Giveon)            | - Graham - Durk Banks - Giveon Evans - Shebib - Leon Thomas III - Eliel Brown - Austin Schindler - Simon Gebrelul | - 40 - Thomas - Eli Brown - Austin Powerz                   | 4:56    |
| 5.           | Love All (feat. Jay-Z)                              | - Graham - Shawn Carter - Yildirim - Dylan Cleary-Krell - Thomas - Khristopher Riddick-Tynes - Christopher Wallace - Sean Combs - Steven Jordan                                                                                        | - OZ - Dez Wright - The Rascals                             | 3:48    |
| 6.           | Fair Trade (feat. Travis Scott)                     | - Graham - Jacques Webster II - Yildirim - Ebony Oshunrinde - Jahaan Sweet - Paul Poli - Charlotte Wilson - Kenneth Edmonds - Varrel Wade - Marcus Reddick - Brandon Banks - Kyla Moscovich - Michael Gordon - Dernst Emile - Teo Halm | - Travis Scott - OZ - WondaGurl - Sweet - Patron            | 4:51    |
| 7.           | Way 2 Sexy (feat. Future and Young Thug)            | - Graham - Nayvadius Wilburn - Jeffery Williams - Bryan Simmons - Lesidney Ragland - Fred Fairbrass - Richard Fairbrass - Robert Manzoli                                                                                               | - TM88 - Too Dope                                           | 4:17    |
| 8.           | TSU                                                 | - Graham - Robert Kelly - Harley Arsenault - Noel Cadastre - Ronald Coleman - F. Hills - Christopher Cross - Justin Timberlake - Timothy Mosley                                                                                        | - Arsenault - Noël - OG Ron C                               | 5:08    |
| 9.           | N 2 Deep (feat. Future)                             | - Graham - Wilburn - S. Carter - Arsenault - Kaushik Barua - Shebib - Alex Lustig - Cadastre - Bernard Freeman - Chad Butler - Jay Jenkins - Joseph McVey - Leroy Williams Jr.                                                         | - Arsenault - Kid Masterpiece - 40 - Lustig - Noël          | 4:33    |
| 10.          | Pipe Down                                           | - Graham - Thomas - Robert Fairfax III - Hady Moamer - Anthoine Walters - Gebrelul - Derek Kastal - L. Camejo | - Thomas - FaxxOnly - Jean Bleu - Walters                   | 3:25    |
| 11.          | Yebba’s Heartbreak (with Yebba)                     | - Abigail Smith - James Francies | - Yebba - Francies - 40                                     | 2:13    |
| 12.          | No Friends In the Industry                          | - Graham - Yildirim - Anderson Hernandez - Nicolas Frascona - Robert DeBarge Jr. - Gregory Williams | - OZ - Vinylz - Nik D                                       | 3:24    |
| 13.          | Knife Talk (feat. 21 Savage and Project Pat)        | - Graham - Shéyaa Abraham-Joseph - Patrick Houston - Leland Wayne - Peter Lee Johnson - Jordan Houston - Rakim Mayers | - Metro Boomin - Johnson                                    | 4:02    |
| 14.          | 7AM on Bridle Path                                  | - Graham - Ronald LaTour - Cleary-Krell - David Duodu - Bidaye | - Cardo - Dez Wright - KND - Maneesh                        | 3:59    |
| 15.          | Race My Mind                                        | - Graham - Shebib - Scott Zhang - Nile Goveia - Wallace - Osten Harvey - Herman Blount - David Axelrod - J. Johnson | - 40 - Monsune - Govi                                       | 4:29    |
| 16.          | Fountains (feat. Tems)                              | - Graham - Temilade Openiyi - Tresor Riziki | - Tresor - Monsune - 40                                     | 3:12    |
| 17.          | Get Along Better (feat. Ty Dolla Sign)              | - Graham - Tyrone Griffin Jr. - Anthony Jeffries - Shebib - Cadastre | - Nineteen85 - 40 - Noël                                    | 3:49    |
| 18.          | You Only Live Twice (feat. Lil Wayne and Rick Ross) | - Graham - Dwayne Carter - William Roberts - Roosevelt Harrell III - Brian Reid | - Bink - B-Nasty                                            | 3:33    |
| 19.          | IMY2 (feat. Kid Cudi)                               | - Graham - Scott Mescudi - Arsenault - Clifford Owuor - Ayoub Benfaress - Kaniel Castañeda - Eddy Bezimana - Dounia Aznou | - Arsenault - Clibbo - Houssam - KanielTheOne - 3ddy - Yume | 4:12    |
| 20.          | Fucking Fans                                        | - Graham - Jahron Brathwaite - Cadastre - Shebib - Peter Ring | - PartyNextDoor - Noël - 40 - Aliby                         | 4:05    |
| 21.          | The Remorse                                         | - Graham - Shebib - Anthony Hamilton | 40                                                          | 5:51    |
| Gesamtlänge: | Gesamtlänge:                                        | Gesamtlänge: | Gesamtlänge:                                                | 1:26:14 |

## Kommerzieller Erfolg

### Chartplatzierungen
Certified Lover Boy erreichte in Deutschland Rang drei der Albumcharts und platzierte sich zwei Wochen in den Top 10. Das Album wurde nach More Life und Scorpion zum dritten Top-10-Erfolg sowie zum elften Chartalbum in Deutschland. Bis dato konnte sich kein Album von Drake besser platzieren, womit es More Life (Rang 7) aus dem Jahr 2017 ablöste. In den deutschen Hip-Hop-Charts erreichte das Album für zwei Wochen die Chartspitze und wurde nach More Life zum zweiten Nummer-eins-Album Drakes.
| ChartsChartplatzierungen       | Höchstplatzierung | Wochen |
| ------------------------------ | ----------------- | ------ |
| Deutschland (GfK)              | 3 (24 Wo.)        | 24     |
| Österreich (Ö3)                | 3 (10 Wo.)        | 10     |
| Schweiz (IFPI)                 | 2 (70 Wo.)        | 70     |
| Vereinigte Staaten (Billboard) | 1 (… Wo.)         | …      |
| Vereinigtes Königreich (OCC)   | 1 (114 Wo.)       | 114    |

| ChartsJahrescharts (2021)      | Platzierung |
| ------------------------------ | ----------- |
| Österreich (Ö3)                | 65          |
| Schweiz (IFPI)                 | 30          |
| Vereinigte Staaten (Billboard) | 5           |
| Vereinigtes Königreich (OCC)   | 22          |

| ChartsJahrescharts (2022)      | Platzierung |
| ------------------------------ | ----------- |
| Vereinigte Staaten (Billboard) | 9           |
| Vereinigtes Königreich (OCC)   | 34          |

| ChartsJahrescharts (2023)      | Platzierung |
| ------------------------------ | ----------- |
| Schweiz (IFPI)                 | 97          |
| Vereinigte Staaten (Billboard) | 27          |
| Vereinigtes Königreich (OCC)   | 79          |

| ChartsJahrescharts (2024)      | Platzierung |
| ------------------------------ | ----------- |
| Vereinigte Staaten (Billboard) | 61          |

### Auszeichnungen für Musikverkäufe
| Land/Region                  | Auszeichnungen für Musikverkäufe (Land/Region, Auszeichnung, Verkäufe) | Verkäufe  |
| ---------------------------- | ---------------------------------------------------------------------- | --------- |
| Australien (ARIA)            | Platin                                                                 | 70.000    |
| Belgien (BRMA)               | Platin                                                                 | 20.000    |
| Dänemark (IFPI)              | 2× Platin                                                              | 40.000    |
| Finnland (IFPI)              | Platin                                                                 | 20.000    |
| Frankreich (SNEP)            | Platin                                                                 | 100.000   |
| Italien (FIMI)               | Platin                                                                 | 50.000    |
| Kanada (MC)                  | 4× Platin                                                              | 320.000   |
| Neuseeland (RMNZ)            | 3× Platin                                                              | 45.000    |
| Polen (ZPAV)                 | Platin                                                                 | 20.000    |
| Vereinigte Staaten (RIAA)    | 3× Platin                                                              | 3.000.000 |
| Vereinigtes Königreich (BPI) | Platin                                                                 | 300.000   |
| Insgesamt                    | 19× Platin ·                                                           | 3.985.000 |

Hauptartikel: Drake (Rapper)/Auszeichnungen für Musikverkäufe